# George Peppard
George Peppard, o George Peppard jr. (Detroit, 1º ottobre 1928 – Los Angeles, 8 maggio 1994), è stato un attore, regista e produttore cinematografico statunitense.

## Biografia
Nacque nel 1928 a Detroit, nel Michigan, figlio di un costruttore edile della zona, George Peppard Sr., e della cantante d'opera Vernelle Rohrer. Dopo il diploma a Dearborn (Michigan) e una laurea in ingegneria alla Purdue University, decise di tentare la carriera artistica e nel 1949 esordì sulle scene teatrali a Pittsburgh. Successivamente si trasferì a New York per studiare all'Actors Studio, dove seguì i corsi del maestro Lee Strasberg, esordendo poi a Broadway a metà degli anni cinquanta e lavorando in alcune serie televisive, tra cui The United States Steel Hour (1956).
Biondo, dotato di presenza fisica e di un sorriso radioso, nel 1957 Peppard debuttò nel cinema con Un uomo sbagliato di Jack Garfein, con protagonista Ben Gazzara, cui fece seguito la partecipazione al film 38º parallelo: missione compiuta (1959) di Lewis Milestone, mentre in televisione comparve in un episodio della popolare serie Alfred Hitchcock presenta, esperienze che gli permisero, poco dopo, di essere scelto per il ruolo del figlio illegittimo di Robert Mitchum in A casa dopo l'uragano (1960) di Vincente Minnelli, film interpretato anche da Eleanor Parker e che ebbe successo. Continuò a lavorare a Broadway, dove nel 1958 recitò in The Pleasure of His Company, che lo portò a firmare un contratto in esclusiva con la MGM. 
Dopo aver rinunciato nel 1960 al ruolo di Vin nel film I magnifici sette (poi interpretato da Steve McQueen) di John Sturges, nel 1961 fu l'indimenticabile coprotagonista, con Audrey Hepburn, di Colazione da Tiffany di Blake Edwards, film che ne consacrò definitivamente il talento. Negli anni seguenti recitò in La conquista del West (1962) di registi vari, L'uomo che non sapeva amare (1964) di Edward Dmytryk, accanto a Carroll Baker, Operazione Crossbow (1965) di Michael Anderson, con Sophia Loren, La caduta delle aquile (1966) di John Guillermin, in cui interpretò il ruolo di un pilota di aerei da guerra tedesco, Tobruk (1967) di Arthur Hiller, Due stelle nella polvere (1967) di Arnold Laven, Il castello di carte (1968) di John Guillermin, ove lavorò al fianco di Orson Welles ed Inger Stevens, e 4 per Cordoba (1970) di Paul Wendkos, accanto a Giovanna Ralli, tutte pellicole che diedero ulteriore smalto alla sua carriera. Nel 1968 interpretò un ruolo brillante, accanto a Mary Tyler Moore, nella commedia Una meravigliosa realtà di George Seaton. 
Dopo i grandi successi degli anni sessanta, la sua parabola iniziò a decadere, con frequenti partecipazioni a film minori di scarso successo. Non riuscendo più a trovare ruoli soddisfacenti, Peppard si dedicò alla televisione, lavorando in diverse serie tra cui Banacek (1972-1974) e Doctors Hospital (1975). Nel 1978 decise di produrre, dirigere e interpretare una pellicola tutta sua, Cinque giorni da casa; i risultati però furono deludenti e per completare il film fu costretto a indebitarsi. L'insuccesso lo rese schiavo dell'alcool per qualche anno e proprio a causa dell'alcol, nei successivi anni gli furono offerti ruoli in pellicole spesso mediocri.

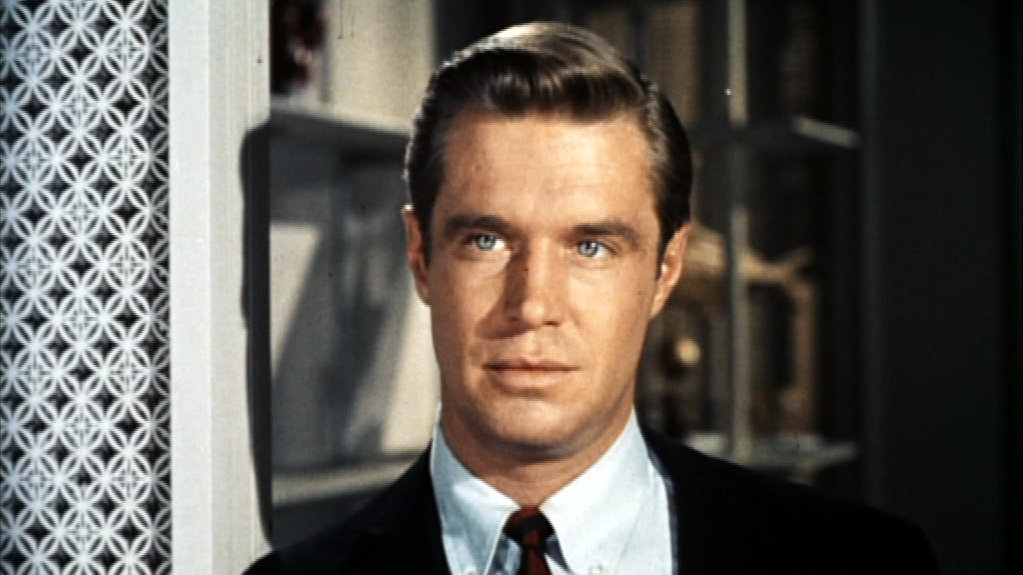
George Peppard nel film Colazione da Tiffany (1961)

Nel 1981 gli fu offerto il ruolo di Blake Carrington nella serie Dynasty. Peppard girò l'episodio pilota con Linda Evans e Bo Hopkins, ma rifiutò più tardi la parte per disaccordi con gli autori, e fu rimpiazzato da John Forsythe. Nel 1983, dopo il rifiuto di James Coburn, accettò invece la parte del colonnello John "Hannibal" Smith nella serie televisiva A-Team, che fino al 1987 riscosse grande successo di pubblico sia negli Stati Uniti sia all'estero. La sua ultima apparizione al cinema risale al 1992.

## Vita privata
Peppard si sposò cinque volte:
- dal 1954 al 1964 con Helen Davies, dalla quale ebbe due figli, Bradford e Julie;
- dal 1966 al 1972 con Elizabeth Ashley, sua partner nel film L'uomo che non sapeva amare, dalla quale nel 1968 ebbe un figlio, Christian;
- dal 1975 al 1979 con Sherry Boucher-Lytle;
- dal 1984 al 1986 con Alexis Adams;
- dal 1992 fino alla morte con Laura Taylor.

Smise di bere alla fine degli anni settanta e si adoperò successivamente nel sostegno alle vittime dell'alcolismo.
Nel 1992 gli fu diagnosticato un cancro ai polmoni, tuttavia Peppard continuò a lavorare completando, poco prima di morire, l'episodio pilota di una nuova serie televisiva, derivata dal telefilm Matlock. Morì a 65 anni nel 1994, nella sua casa di Los Angeles, per complicazioni causate dalla malattia. È sepolto nella tomba di famiglia nel Northview Cemetery di Dearborn, nella contea di Wayne, in Michigan.

## Filmografia

### Cinema
- Un uomo sbagliato (The Strange One), regia di Jack Garfein (1957)
- 38º parallelo: missione compiuta (Pork Chop Hill), regia di Lewis Milestone (1959)
- A casa dopo l'uragano (Home from the Hill), regia di Vincente Minnelli (1960)
- La nostra vita comincia di notte (The Subterraneans), regia di Ranald MacDougall (1960)
- Colazione da Tiffany (Breakfast at Tiffany's), regia di Blake Edwards (1961)
- La conquista del West (How the West Was Won), regia di John Ford, Henry Hathaway (1962)
- I vincitori (The Victors), regia di Carl Foreman (1963)
- L'uomo che non sapeva amare (The Carpetbaggers), regia di Edward Dmytryk (1964)
- Operazione Crossbow (Operation Crossbow), regia di Michael Anderson (1965)
- Il terzo giorno (The Third Day), regia di Jack Smight (1965)
- La caduta delle aquile (The Blue Max), regia di John Guillermin (1966)
- Tobruk, regia di Arthur Hiller (1967)
- Due stelle nella polvere (Rough Night in Jericho), regia di Arnold Laven (1967)
- Facce per l'inferno (P.J.), regia di John Guillermin (1968)
- Una meravigliosa realtà (What's So Bad About Feeling Good?), regia di George Seaton (1968)
- Il castello di carte (House of Cards), regia di John Guillermin (1968)
- Pendulum, regia di George Schaefer (1969)
- L'esecutore (The Executioner), regia di Sam Wanamaker (1970)
- 4 per Cordoba (Cannon for Cordoba), regia di Paul Wendkos (1970)
- Uno spaccone chiamato Hark (One More Train to Rob), regia di Andrew V. McLaglen (1971)
- La spia che vide il suo cadavere (The Groundstar Conspiracy), regia di Lamont Johnson (1972)
- Agente Newman (Newman's Law), regia di Richard T. Heffron (1974)
- L'ultima odissea (Damnation Alley), regia di Jack Smight (1977)
- Cinque giorni da casa (Five Days from Home), regia di George Peppard (1979)
- Contro 4 bandiere, regia di Umberto Lenzi (1979)
- I magnifici sette nello spazio (Battle Beyond the Stars), regia di Jimmy T. Murakami, Roger Corman (1980)
- Il tesoro dello Yankee Zephyr (Race for the Yankee Zephyr), regia di David Hemmings (1981)
- Ricordati Venezia (Your Ticket Is No Longer Valid), regia di George Kaczender (1981)
- Jugando con la muerte, regia di José Antonio de la Loma (1982)
- Zwei frauen - Il silenzio del lago ghiacciato (Zwei frauen), regia di Carl Schenkel (1989)
- Die Tigerin, regia di Karin Howard (1992)

### Televisione
- The United States Steel Hour – serie TV, episodio 4x02 (1956)
- The Kaiser Aluminum Hour – serie TV, episodio 1x14 (1957)
- Studio One – serie TV, episodio 9x18 (1957)
- The Alcoa Hour – serie TV, episodio 2x14 (1957)
- Kraft Television Theatre – serie TV, episodi 9x38-10x41 (1956-1957)
- Alfred Hitchcock presenta (Alfred Hitchcock Presents) – serie TV, episodio 3x10 (1957)
- Suspicion – serie TV, episodio 1x23 (1958)
- Matinee Theatre – serie TV, 4 episodi (1957-1958)
- Startime – serie TV, episodio 1x27 (1960)
- Little Moon of Alban – film TV (1964)
- Polvere di stelle (Bob Hope Presents the Chrysler Theatre) – serie TV, episodio 1x26 (1964)
- The Bravos, regia di Ted Post – film TV (1972)
- Banacek – serie TV, 17 episodi (1972-1974)
- One of Our Own, regia di Richard C. Sarafian – film TV (1975)
- Guilty or Innocent - The Sam Sheppard Murder Case, regia di Robert Michael Lewis – film TV (1975)
- Doctors' Hospital – serie TV, 12 episodi (1975-1976)
- CHiPs – serie TV, episodio 3x02 (1979)
- Crisis in Mid-Air, regia di Walter Grauman – film TV (1979)
- Contesa fatale (Torn Between Two Lovers), regia di Delbert Mann – film TV (1979)
- Twilight Theater, regia di Perry Rosemond – film TV (1982)
- Il brivido dell'imprevisto (Tales of the Unexpected) – serie TV, episodio 7x01 (1984)
- A-Team (The A-Team) – serie TV, 97 episodi (1983-1987)
- Omicidi a Chinatown (Man Against the Mob), regia di Steven Hilliard Stern – film TV (1988)
- Man Against the Mob: the Chinatown Murders, regia di Michael Pressman – film TV (1989)
- La notte dei generali (Night of the Fox), regia di Charles Jarrott – film TV (1990)
- Matlock – serie TV, episodio 8x17 (1994)

## Doppiatori italiani
Nelle versioni in  italiano delle opere in cui ha recitato, George Peppard è stato doppiato da:
- Giuseppe Rinaldi in L'uomo che non sapeva amare, La caduta delle aquile, Due stelle nella polvere, Facce per l'inferno, L'ultima odissea, Contro 4 bandiere
- Cesare Barbetti in Un uomo sbagliato, A casa dopo l'uragano, La nostra vita comincia di notte, La conquista del West, Operazione Crossbow
- Pino Locchi in Colazione da Tiffany, Il castello di carte
- Michele Kalamera in A-Team (st. 3-4), Matlock
- Sergio Tedesco in 38º parallelo: missione compiuta
- Sergio Graziani in Tobruk
- Gigi Pirarba in 4 per Cordoba
- Sergio Rossi in Banacek
- Marcello Tusco ne I magnifici sette nello spazio
- Walter Maestosi ne Il tesoro dello Yankee Zephyr
- Gianni Musy in A-Team (st. 1-2)
- Emilio Cappuccio in A-Team (st. 5)